# Gédéon-Ubalde Huberdeau
Pour les articles homonymes, voir Huberdeau (homonymie).
Gédéon-Ubalde Huberdeau (1823-1887) est un prêtre séculier québécois membre de l'Église catholique romaine.

## Biographie
Il est né à Saint-Laurent, Québec, Canada, le 1er juillet 1823, fils d'Amable Huberdeau et Marguerite Martin, et descendant à la quatrième génération du pionnier Jean-Baptiste Huberdeau, dit Lafrance.
Ordonné prêtre le 13 septembre 1846, il exerce d'abord son ministère à Saint-André d'Argenteuil à titre de vicaire (1846-1847), et devient curé de cette paroisse dès l'année suivante (1847-1849) tout en couvrant la mission de Grenville en Outaouais. De 1849 à 1851 il assume des fonctions administratives à l'évêché de Montréal. Il renoue avec la pastorale en 1851-1852 à titre de curé d'Iberville. Il devient ensuite missionnaire au Chili pendant une quinzaine d'années (1852-1866). De retour au Québec en 1866, il occupe successivement la fonction de curé de Chambly (1866), Saint-Hubert-de-Chambly (1866-1869) et Saint-Vincent-de-Paul à Montréal (1869-1871). Il œuvre ultérieurement dans le diocèse d'Albany dans l'état de New-York.
Il décède le 2 octobre 1887 à Longue-Pointe, municipalité sise à l'est de Montréal. Il est inhumé humblement près de la porte latérale nord de la sacristie de la paroisse de Sainte-Thérèse.
Quelques semaines auparavant, en homme hautement économe et tout à la fois généreux qu'il eut toujours été, il confie un legs testamentaire substantiel aux mains de monsieur Benjamin-Victor Rousselot, prêtre de Saint-Sulpice et curé de la paroisse Saint-Jacques à Montréal, en vue d'un don à l'œuvre de l'Orphelinat Agricole de Notre-Dame de Montfort. Par ce geste déterminant, il permettra aux Pères Montfortains d'acquérir dès 1887 une grande ferme dans la vallée de la rivière Rouge  dans le canton d'Arundel (en un secteur en développement sous le nom de mission Notre-Dame-de-la-Merci) et d'y ériger une succursale de leur orphelinat agricole, en un lieu plus propice à l'agriculture qu'à Montfort même. L'institution, initialement désignée Orphelinat Agricole de Notre-Dame de Montfort à Arundel, deviendra ultérieurement l'Orphelinat Agricole de Notre-Dame-de-la-Merci d'Arundel,.

## In Memoriam
- Le toponyme Huberdeau  passe dans les usages vers la fin du XIXe siècle pour désigner tout à la fois le village et le site de son orphelinat, en hommage à l'abbé Huberdeau. Ce toponyme est retenu comme dénomination du bureau de poste à son ouverture en 1895. Les écrits des Pères Montfortains, à l'occasion des fêtes jubilaires de 1910, utilisent le toponyme Huberdeau pour désigner le site de l'Orphelinat agricole.

- Ce n'est cependant qu'en 1926 que ce toponyme est officialisé lors de la constitution de la  municipalité d'Huberdeau comme entité séparée de la municipalité de canton d'Arundel[4].

- Le Calvaire d'Huberdeau est un chemin de croix érigé au sommet d'un mont surplombant le village. Œuvre sculpturale comportant 27 personnages, il représente le Christ et les deux larrons en croix, de même que cinq stations du chemin de croix. Il apparaît comme site du patrimoine au Répertoire du patrimoine culturel du Québec[5].